# David Skrela
David Skrela (Tolosa, 2 marzo 1979) è un ex rugbista a 15 francese, attivo in carriera nel ruolo di mediano d'apertura.

## Biografia
Proveniente da una famiglia di sportivi (suo padre Jean-Claude, dirigente della Fédération Française de Rugby, già in Nazionale sia da giocatore che da Commissario Tecnico, e sua sorella Gaëlle, cestista professionista internazionale), David Skrela, dopo esser cresciuto nelle giovanili del Tolosa, ebbe i suoi primi contatti di rugby di Lega nelle file del Colomiers con cui vinse la Challenge Cup nel 1998.
Conseguita, per desiderio di suo padre, la laurea in ingegneria civile presso l'Istituto nazionale di scienze applicate di Tolosa, passò professionista nel 2003, quando lasciò il Colomiers per essere ingaggiato dallo Stade français di Parigi; in 90 incontri di campionato su 5 stagioni segnò 900 punti, conquistando anche due titoli di campione nazionale.
Esordì in Nazionale francese nel 2001, nel corso del tour nell’Emisfero Sud, contro la Nuova Zelanda; fino al 2007 non fu più schierato, tanto che, quando fu riconvocato in rosa, fu visto come la seconda scelta destinata a tenere la maglia numero 10 in caldo per qualsivoglia titolare al momento indisponibile per infortunio.
Skrela si impose altresì come titolare e in tale veste disputò 4 incontri del Sei Nazioni (con 47 punti), i successivi incontri estivi e la Coppa del Mondo di rugby 2007, in cui fu impiegato, a parte il suo ruolo naturale di apertura, anche come centro.
Disputò successivamente il Sei Nazioni 2008 e i test match di fine anno.
Nell'estate del 2008 si trasferì nel club della sua città natale, il Tolosa, in cui era cresciuto e nel quale suo padre aveva militato da giocatore e da allenatore.
Con tale club vinse nel 2010 la Heineken Cup e nel 2011 il campionato francese.
A gennaio 2011, dopo un mancato accordo economico con il Tolosa, Skrela annunciò il suo ingaggio con il Clermont dalla stagione successiva con un contratto biennale e un'opzione per una terza stagione e un ingaggio annuo di 500 000 euro.
Prese successivamente parte alla Coppa del Mondo di rugby 2011 nella quale la Francia giunse fino alla finale; a tale evento risalgono le ultime presenze internazionali di Skrela, 23 in totale.
Nel 2013, invece di rinnovare l'opzione con Clermont, decise di tornare al suo originario club di Colomiers nel frattempo retrocesso nelle serie inferiori  e ritornato in Pro D2; nel 2015, a 36 anni, prolungò l'impegno di un'ulteriore stagione fino al 2016.
Il 29 maggio 2016 Skrela disputò il suo ultimo incontro, la semifinale di ProD2 persa contro il Bayonne per 16-28 nonostante i suoi 11 punti iscritti a tabellino.

## Palmarès
- Campionati francesi: 3
Stade français: 2003-04; 2006-07
Tolosa: 2010-11
- Heineken Cup: 1
Tolosa: 2009-10
- Challenge Cup: 1
Colomiers: 1997-98